# Splendrillia eva
Splendrillia eva é uma espécie de gastrópode do gênero Splendrillia, pertencente a família Drilliidae.